# Citroën C3 Picasso
De Citroën C3 Picasso is de derde auto uit de Picasso-reeks van Citroën. Deze mini-MPV werd in september 2008 gepresenteerd op het Salon van Parijs.
Er zijn drie verschillende uitrustingsniveaus:
- Séduction
- Aura
- Exclusive

De auto staat op het platform van de Peugeot 207 en wordt vervaardigd in Slowakije.
Er zijn twee verschillende benzinemotoren leverbaar, een 1.4i VTI met 95 pk en een 1.6 VTI met 120 pk.
Ook is er een 1.6HDiF-diesel met roetfilter en 110 pk.
De auto is in maart 2009 geïntroduceerd in Nederland.

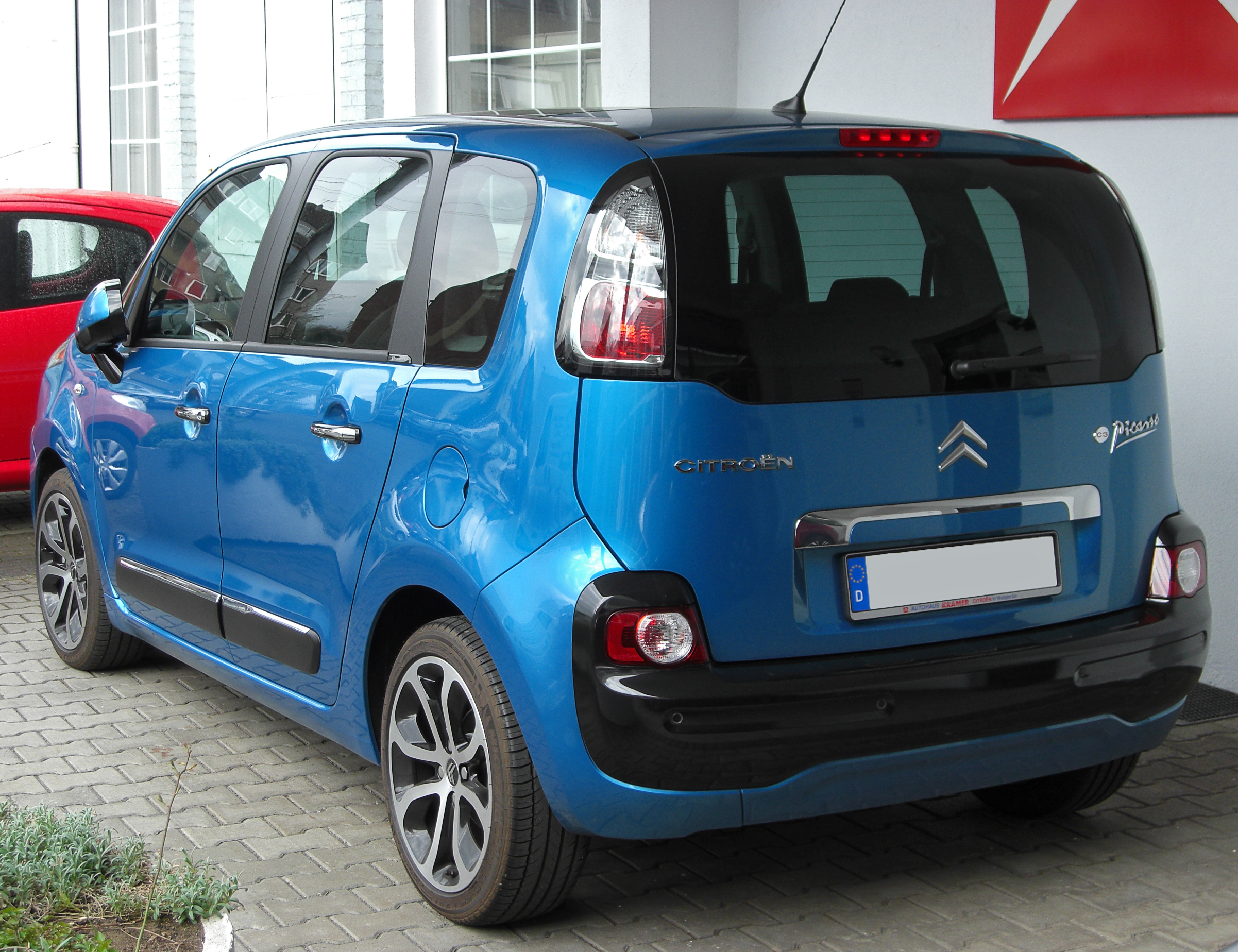
De achterzijde van de C3 Picasso
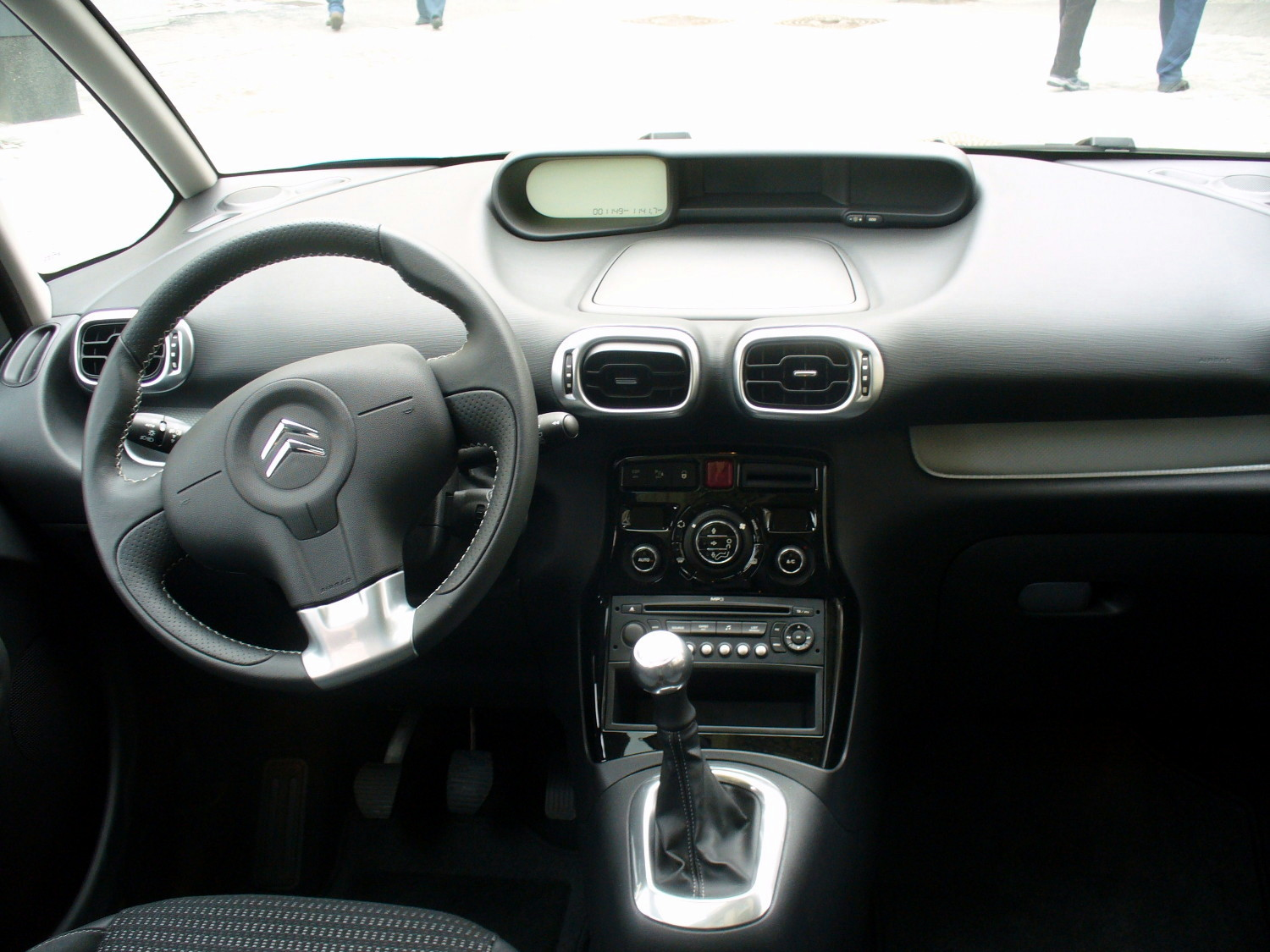
Het interieur van de C3 picasso
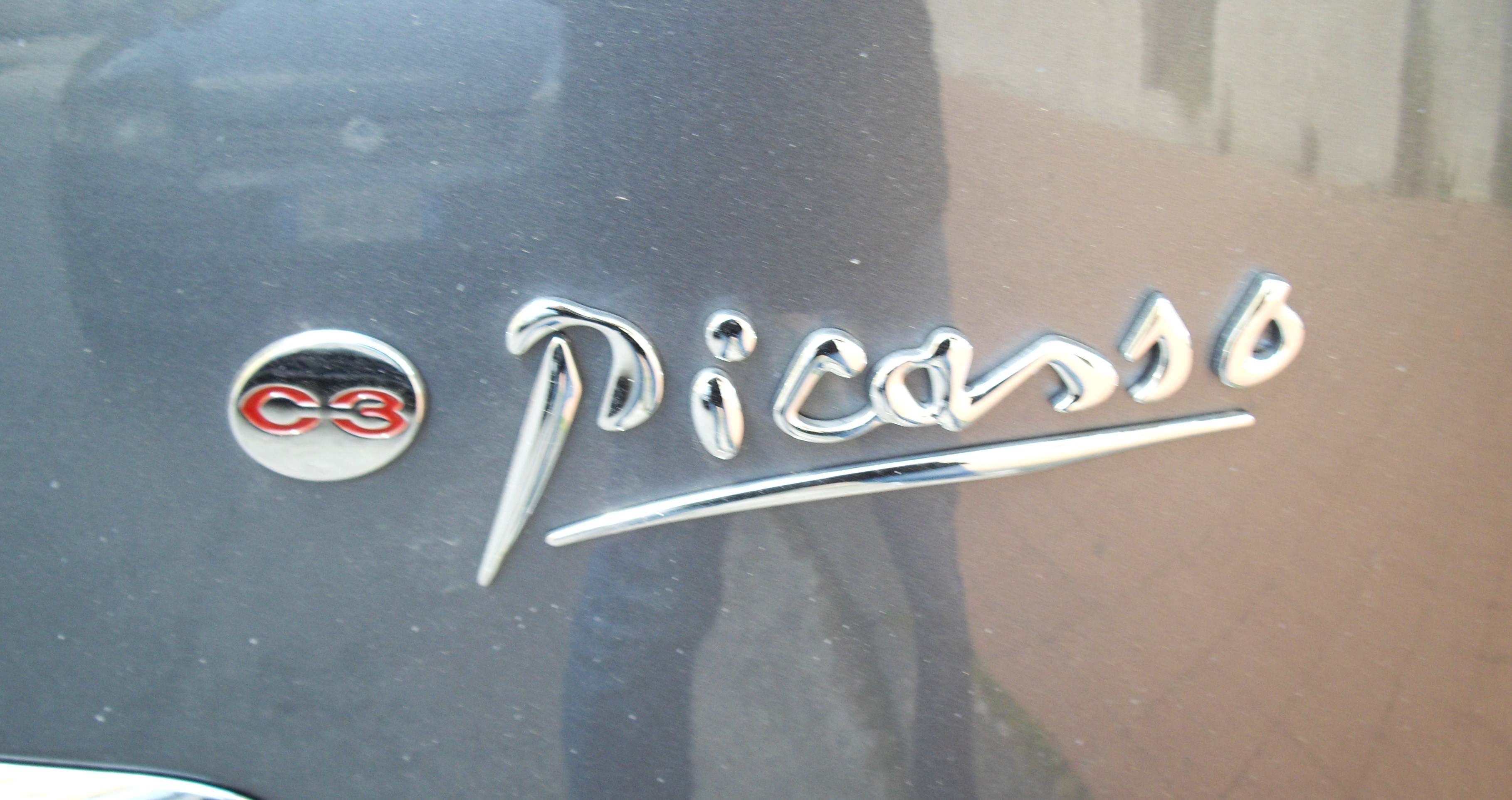
De bekende Picasso tekst op de zijkant

## Trivia
- Vanaf 2011 worden ook de Selection-modellen geleverd.